# Ellipteroides amiculus
Ellipteroides amiculus är en tvåvingeart som först beskrevs av Alexander 1936.  Ellipteroides amiculus ingår i släktet Ellipteroides och familjen småharkrankar. Inga underarter finns listade i Catalogue of Life.